# Giuseppe Crovetto
Giuseppe Crovetto (Genova, 1915 – strada per Torrevelilla, 20 marzo 1938) è stato un militare italiano, decorato di Medaglia d'oro al valor militare alla memoria nel corso della guerra di Spagna.

## Biografia
Nacque a Genova nel 1915, figlio di Luigi e Aldebranda Francolini.
Conseguito il diploma di perito industriale nell'Istituto tecnico "Galileo Galilei" di Genova nel 1934, ed iscritto alla facoltà di economia e commercio ottenne nel 1935 l'abilitazione all'insegnamento nei corsi secondari di avviamento professionale. Ottenuto l'assunzione come impiegato presso la SNIA Viscosa a Roma chiese, ed ottenne, di partire volontario per l'Africa Orientale con le Camicie Nere della 6ª Divisione CC.NN. "Tevere", e partecipò alle operazioni militari per la conquista dell'Etiopia con il 6º Battaglione mitraglieri dal dicembre 1935 al giugno 1936. Nominato sottotenente di complemento dell'arma di fanteria prestò servizio di prima nomina nel 43º Reggimento fanteria dall’agosto al settembre dello stesso anno. Ritornato alla vita civile, divenne insegnante presso l'Istituto Minerva di Sampierdarena, mentre si iscriveva al corso per conseguire la laurea in geografia presso l'università di Genova. Richiamato alle armi, nell’ottobre 1937 partì volontario da Napoli per combattere nella guerra di Spagna in forza alla 9ª Compagnia, 1º Reggimento, 4ª Divisione fanteria "Littorio". Cadde in combattimento al 18 chilometro della strada di Torrevelilla il 20 marzo 1938, e per onorarne il coraggio con Regio Decreto del 27 dicembre 1938 gli fu conferita la medaglia d'oro al valor militare alla memoria. In quello stesso anno l'università di Genova gli conferì la laurea ad honorem in geografia.

### Fonti
1. ↑  Gruppo Medaglie d'Oro al Valore Militare 1965, p. 284.
2. 1 2 3 4 5 6 7  Combattenti Liberazione.
3. ↑  Medaglie d'oro al valor militare sul sito della Presidenza della Repubblica
4. ↑  Registrato alla Corte dei conti addì 25 gennaio 1939,  guerra registro 3, foglio 60.